# U-Bahn-Station Ober St. Veit
Die Station Ober St. Veit ist eine Station der Wiener U-Bahn-Linie U4 im 13. Wiener Gemeindebezirk Hietzing. Namensgeber ist der ehemalige Wiener Vorort Ober Sankt Veit, der südlich der Station im 13. Bezirk liegt.
Die Station erstreckt sich parallel zwischen dem Bett des Wienflusses und dem stark befahrenen Hietzinger Kai und verfügt über zwei Ausgänge an beiden Enden, westlich zur St. Veiter Brücke, östlich zum Preindlsteg. Es bestehen Umsteigemöglichkeiten zu den Buslinien 47A, 54B und 55B.

## Geschichte
Errichtet wurde die Station für die Obere Wientallinie der Wiener Dampfstadtbahn, die vom Bahnhof Hütteldorf-Hacking zum Bahnhof Meidling-Hauptstraße führte. In den frühen Stadtbahnplanungen wurde sie teilweise noch als Wiengasse bezeichnet, bevor sie letztlich den bis heute gebräuchlichen Namen bekam. Die bauliche Fertigstellung der von der Commission für Verkehrsanlagen in Wien erbauten Haltestelle erfolgte im Mai 1896, die Eröffnung am 1. Juni 1898, wobei sich nur am westlichen Ende ein Aufnahmsgebäude befand. Ab 1925 verkehrte dann ersatzweise die Wiener Elektrische Stadtbahn. Im Zweiten Weltkrieg wurde die Haltestelle kaum beschädigt, Instandsetzungsarbeiten waren aber notwendig. Die Planungen für den Umbau auf U-Bahn-Betrieb begannen 1976, die für das an die Station anschließende Unterwerk 1977. Das Aufnahmsgebäude Otto Wagners blieb zwar erhalten, die Bahnsteigdächer, ein großer Teil des Stiegenbereichs sowie die alte Blockhütte wurden aber abgerissen und durch das Panelsystem der Architektengruppe U-Bahn ersetzt. Im Gebäude selbst wurden die WC-Anlagen und die Trafik adaptiert, der Bereich der ehemaligen Kassenräume in einen Automatenwartungsraum, einen Reinigungsraum, einen Müllraum und in ein Sand- und Salzmagazin umgewandelt. Das zusätzlich gebaute Unterwerk dient der Stromversorgung zwischen Hietzing und Hütteldorf. Es besteht aus einem Kabelkeller, einer Stahlbetonkonstruktion, die auf die ursprünglichen Futtermauern aufgesetzt ist, sowie den darüber liegenden Steuerungs- und Stromversorgungsanlagen, einer Stahlkonstruktion. Die Eröffnung für den U-Bahn-Betrieb erfolgte am 20. Dezember 1981. Um den Zugang zu vereinfachen, wurde am östlichen Stationsende eine weitere Zugangsmöglichkeit mit Aufzügen gebaut und am 21. Dezember 2001 eröffnet.

Die Station der Dampfstadtbahn, um 1900
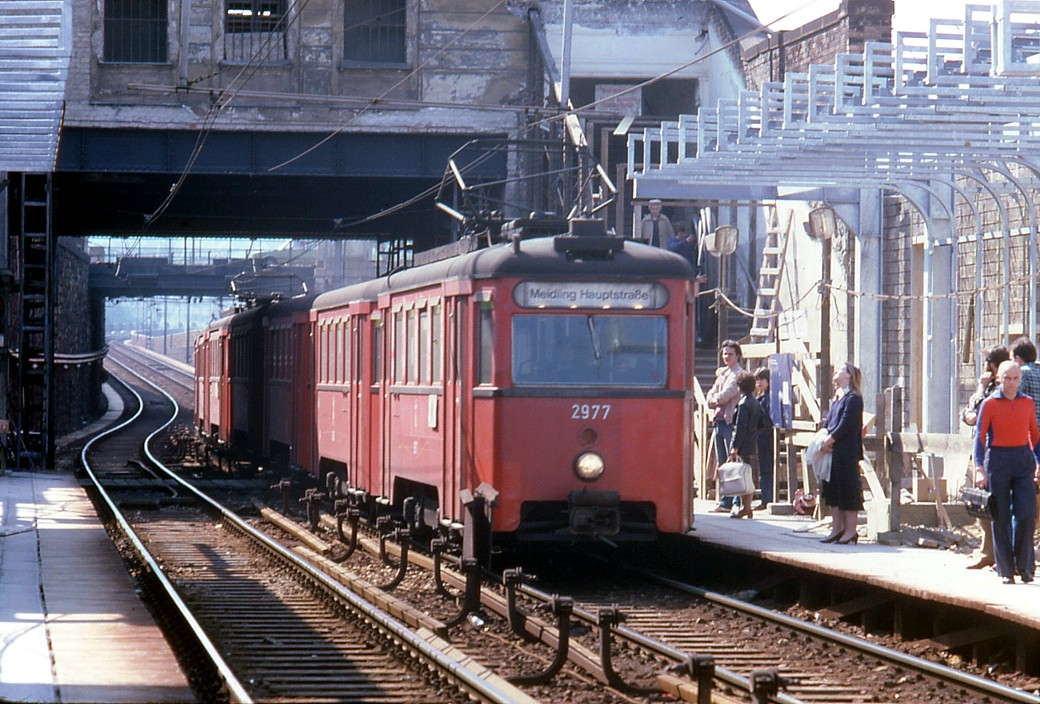
N1/n2-Stadtbahnzug während des Umbaus auf U-Bahn, 1981